# МКС-32
МКС-32 — тридцать вторая долговременная экспедиция Международной космической станции. Её работа началась 1 июля 2012 года, 4:48 UTC с момента отстыковки от МКС корабля «Союз ТМА-03М», который вернул на Землю три члена предыдущей экспедиции МКС-31. Первоначально в состав экспедиции вошли три члена экипажа космического корабля «Союз ТМА-04М», ранее также работавшие в составе миссии МКС-31. 17 июля 2012 года, 4:51 UTC экспедиция пополнилась тремя членами экипажа космического корабля «Союз ТМА-05М». Работа экспедиции закончилась 16 сентября в 23:09 UTC (17 сентября в 03:09 мск), в момент отстыковки корабля «Союз ТМА-04М» от станции.
Геннадий Падалка первый космонавт, который совершил пять экспедиций на МКС (МКС-9, МКС-19/МКС-20, МКС-31/МКС-32). Он установил новый рекорд по суммарной продолжительности работы на МКС - 504 дня 22 часа 16 минут 54 секунды, превысив рекорд Олега Кононенко, установленный в предыдущей экспедиции МКС-30/МКС-31.

## Экипаж
| Должность     | 1-17 июля 2012 года   | 17 июля — 16 сентября 2012 года | № полёта | Корабль доставки |
| ------------- | --------------------- | ------------------------------- | -------- | ---------------- |
| Командир      | Геннадий Падалка, РКА | Геннадий Падалка, РКА           | 4        | «Союз ТМА-04М»   |
| Бортинженер 1 | Джозеф Акаба, НАСА    | Джозеф Акаба, НАСА              | 2        | «Союз ТМА-04М»   |
| Бортинженер 2 | Сергей Ревин, РКА     | Сергей Ревин, РКА               | 1        | «Союз ТМА-04М»   |
| Бортинженер 3 |                       | Сунита Уильямс, НАСА            | 2        | «Союз ТМА-05М»   |
| Бортинженер 4 |                       | Юрий Маленченко, РКА            | 5        | «Союз ТМА-05М»   |
| Бортинженер 5 |                       | Акихико Хосидэ, JAXA            | 2        | «Союз ТМА-05М»   |

## Ход экспедиции

### Выходы в открытый космос
- 20 августа 2012 года,  Геннадий Падалка и  Юрий Маленченко, из модуля «Пирс», длительность 5 часов 51 минута[5]. Российские космонавты выполнили ряд работ: перенесли грузовую стрелу со стыковочного отсека «Пирс» на модуль «Заря», запустили спутник «Сфера», установили дополнительные противометеороидные панели на служебном модуле «Звезда», а также демонтировали контейнер «Биориск-МСН» и установили подкосы выносного рабочего места на стыковочный отсек «Пирс»[6].
- 30 августа 2012 года,  Сунита Уильямс и  Акихико Хосидэ, из модуля «Квест», длительность 8 часов 17 минут.[7] Астронавтам предстояло заменить неисправное оборудование и подготовить МКС к прибытию российского модуля МЛМ[8], однако главная задача — замена неисправного блока коммутации главной шины энергетической системы МКС MBSU-1 осталась не выполнена[9]. Из-за неисправности блока MBSU-1 на станции было ограничено электропотребление.
- 5 сентября 2012 года,  Сунита Уильямс и  Акихико Хосидэ, из модуля «Квест», длительность 6 часов 28 минут[10]. Сунита Уильямс и Акихико Хосидэ совершили повторный выход, в ходе которого им удалось завершить ремонт резервного блока коммутации энергосистемы МКС MBSU-1. Кроме того, астронавты смогли заменили неисправный блок подсветки и панорамирования CLPA — видеокамеры на манипуляторе «Канадарм2». Также Сунита Уильямс установила новый рекорд среди женщин по общему времени работы в открытом космосе — 44 часа 2 минуты[11].

### Принятые грузовые корабли
- Kounotori 3[12], запуск 21 июля 2012 года, стыковка 27 июля 2012 года к надирному узлу модуля «Гармония» манипулятором «Канадарм2».
- «Прогресс М-16М», запуск 1 августа 2012 года, стыковка 2 августа 2012 года к модулю «Пирс».

### Отстыкованный грузовой корабль
- «Прогресс М-15М», отстыковка 30 июля 2012 года от модуля «Пирс», окончание существования 20 августа 2012 года.

### Перестыковка корабля
- «Прогресс М-15М», отстыковка 22 июля 2012 года и успешная автоматическая стыковка (испытание системы сближения Курс-НА) 29 июля 2012 года к стыковочному узлу модуля «Пирс». Первая попытка автоматической стыковки 24 июля 2012 года была неудачной.